# Lijst van rijksmonumenten in Den Haag/Javastraat
Een overzicht van de 45 rijksmonumenten in de stad Den Haag gelegen aan of bij de Javastraat.
| Object                                                                         | Oorspronkelijke functie?  | Bouwjaar | Architect                                | Locatie        | Coördinaten?                 | Nr.?   | Afbeelding        |
| ------------------------------------------------------------------------------ | ------------------------- | -------- | ---------------------------------------- | -------------- | ---------------------------- | ------ | ----------------- |
| Aan drie zijden vrijstaande villa, gebouwd in de stijl van de Um 1800-Bewegung | Woonhuis                  | 1908     | E.F. Ehnle                               | Javastraat 2   | 52° 5' 14" NB, 4° 18' 2" OL  | 475934 | Meer afbeeldingen |
| Huize Mellard                                                                  | Woonhuis                  | 1908     | A. Broese van Groenou en W.C. Fletterman | Javastraat 2A  | 52° 5' 14" NB, 4° 18' 3" OL  | 487807 | Huize Mellard     |
| Aan drie zijden vrijstaande villa, gebouwd in een historiserende bouwstijl     | Woonhuis                  | 1908     | Anthonie Pieter Smits en Henk Fels       | Javastraat 2B  | 52° 5' 14" NB, 4° 18' 4" OL  | 475935 | Meer afbeeldingen |
| Statig woonhuis                                                                | Woonhuis                  | ca. 1860 |                                          | Javastraat 2C  | 52° 5' 14" NB, 4° 18' 4" OL  | 17557  | Statig woonhuis   |
| Statig woonhuis                                                                | Woonhuis                  | ca. 1860 |                                          | Javastraat 2D  | 52° 5' 14" NB, 4° 18' 5" OL  | 17558  | Statig woonhuis   |
| Statig woonhuis                                                                | Woonhuis                  | ca. 1860 |                                          | Javastraat 2E  | 52° 5' 14" NB, 4° 18' 5" OL  | 17559  | Statig woonhuis   |
| Statig woonhuis                                                                | Woonhuis                  | ca. 1860 |                                          | Javastraat 2F  | 52° 5' 14" NB, 4° 18' 5" OL  | 17560  | Statig woonhuis   |
| Statig woonhuis                                                                | Woonhuis                  | ca. 1860 |                                          | Javastraat 4   | 52° 5' 15" NB, 4° 18' 7" OL  | 17561  | Statig woonhuis   |
| Statig woonhuis                                                                | Woonhuis                  | ca. 1860 |                                          | Javastraat 6   | 52° 5' 15" NB, 4° 18' 7" OL  | 17562  | Statig woonhuis   |
| Statig woonhuis                                                                | Werk-woonhuis             | ca. 1860 |                                          | Javastraat 8   | 52° 5' 15" NB, 4° 18' 7" OL  | 17563  | Statig woonhuis   |
| Statig woonhuis                                                                | Werk-woonhuis             | ca. 1860 |                                          | Javastraat 10  | 52° 5' 15" NB, 4° 18' 8" OL  | 17564  | Meer afbeeldingen |
| Statig woonhuis                                                                | Woonhuis                  | ca. 1860 |                                          | Javastraat 12  | 52° 5' 15" NB, 4° 18' 8" OL  | 17565  | Meer afbeeldingen |
| Statig woonhuis                                                                | Woonhuis                  | ca. 1860 |                                          | Javastraat 14  | 52° 5' 16" NB, 4° 18' 8" OL  | 17566  | Meer afbeeldingen |
| Statig woonhuis                                                                | Werk-woonhuis             | ca. 1860 |                                          | Javastraat 16  | 52° 5' 16" NB, 4° 18' 9" OL  | 17567  | Meer afbeeldingen |
| Statig woonhuis                                                                | Woonhuis                  | ca. 1860 |                                          | Javastraat 18  | 52° 5' 16" NB, 4° 18' 9" OL  | 17568  | Meer afbeeldingen |
| Statig woonhuis                                                                | Woonhuis                  | ca. 1860 |                                          | Javastraat 20  | 52° 5' 16" NB, 4° 18' 9" OL  | 17569  | Meer afbeeldingen |
| Statig woonhuis                                                                | Woonhuis                  | ca. 1860 |                                          | Javastraat 22  | 52° 5' 16" NB, 4° 18' 10" OL | 17570  | Meer afbeeldingen |
| Statig woonhuis                                                                | Woonhuis                  | ca. 1860 |                                          | Javastraat 24  | 52° 5' 16" NB, 4° 18' 10" OL | 17571  | Meer afbeeldingen |
| De Oude Raadzaal                                                               | Woonhuis                  | ca. 1860 | J.W. Arnold                              | Javastraat 26  | 52° 5' 17" NB, 4° 18' 11" OL | 17572  | Meer afbeeldingen |
| Statig woonhuis                                                                | Appartementengebouw       | ca. 1860 |                                          | Javastraat 28  | 52° 5' 17" NB, 4° 18' 12" OL | 17573  | Statig woonhuis   |
| Statig woonhuis                                                                | Appartementengebouw       | ca. 1860 |                                          | Javastraat 30  | 52° 5' 17" NB, 4° 18' 12" OL | 17574  | Statig woonhuis   |
| Statig woonhuis                                                                | Appartementengebouw       | ca. 1860 |                                          | Javastraat 32  | 52° 5' 17" NB, 4° 18' 13" OL | 17575  | Statig woonhuis   |
| Statig woonhuis                                                                | Appartementengebouw       | ca. 1860 |                                          | Javastraat 34  | 52° 5' 17" NB, 4° 18' 13" OL | 17576  | Statig woonhuis   |
| Statig woonhuis                                                                | Appartementengebouw       | ca. 1860 |                                          | Javastraat 36  | 52° 5' 17" NB, 4° 18' 14" OL | 17577  | Statig woonhuis   |
| Statig woonhuis                                                                | Appartementengebouw       | ca. 1860 |                                          | Javastraat 38  | 52° 5' 17" NB, 4° 18' 14" OL | 17578  | Statig woonhuis   |
| Statig woonhuis                                                                | Werk-woonhuis             | ca. 1860 |                                          | Javastraat 40  | 52° 5' 18" NB, 4° 18' 14" OL | 17579  | Statig woonhuis   |
| Statig woonhuis                                                                | Werk-woonhuis             | ca. 1860 |                                          | Javastraat 42  | 52° 5' 18" NB, 4° 18' 15" OL | 17580  | Statig woonhuis   |
| Statig woonhuis3                                                               | Werk-woonhuis             | ca. 1860 |                                          | Javastraat 44  | 52° 5' 18" NB, 4° 18' 15" OL | 17581  | Statig woonhuis3  |
| Statig woonhuis3                                                               | Werk-woonhuis             | ca. 1860 |                                          | Javastraat 44A | 52° 5' 18" NB, 4° 18' 16" OL | 17582  | Statig woonhuis3  |
| Statig woonhuis                                                                | Bedrijfs-, fabriekswoning | ca. 1860 |                                          | Javastraat 46  | 52° 5' 18" NB, 4° 18' 16" OL | 17583  | Statig woonhuis   |
| Statig woonhuis                                                                | Bedrijfs-, fabriekswoning | ca. 1860 |                                          | Javastraat 48  | 52° 5' 18" NB, 4° 18' 17" OL | 17584  | Statig woonhuis   |
| Statig woonhuis                                                                | Bedrijfs-, fabriekswoning | ca. 1860 |                                          | Javastraat 50  | 52° 5' 18" NB, 4° 18' 17" OL | 17585  | Statig woonhuis   |
| Statig woonhuis                                                                | Bedrijfs-, fabriekswoning | ca. 1860 |                                          | Javastraat 52  | 52° 5' 18" NB, 4° 18' 18" OL | 17586  | Statig woonhuis   |
| Statig woonhuis3                                                               | Woonhuis                  | ca. 1860 |                                          | Javastraat 54  | 52° 5' 18" NB, 4° 18' 18" OL | 17587  | Statig woonhuis3  |
| Statig woonhuis3                                                               | Woonhuis                  | ca. 1860 |                                          | Javastraat 56  | 52° 5' 18" NB, 4° 18' 19" OL | 17588  | Statig woonhuis3  |
| Statig woonhuis                                                                | Woonhuis                  | ca. 1860 |                                          | Javastraat 58  | 52° 5' 18" NB, 4° 18' 19" OL | 17589  | Meer afbeeldingen |
| Statig woonhuis                                                                | Woonhuis                  | ca. 1860 |                                          | Javastraat 60  | 52° 5' 19" NB, 4° 18' 19" OL | 17590  | Meer afbeeldingen |
| Statig woonhuis                                                                | Woonhuis                  | ca. 1860 |                                          | Javastraat 62  | 52° 5' 19" NB, 4° 18' 20" OL | 17591  | Meer afbeeldingen |
| Statig woonhuis                                                                | Woonhuis                  | ca. 1860 |                                          | Javastraat 64  | 52° 5' 19" NB, 4° 18' 20" OL | 17592  | Meer afbeeldingen |
| Statig woonhuis                                                                | Werk-woonhuis             | ca. 1860 |                                          | Javastraat 66  | 52° 5' 19" NB, 4° 18' 21" OL | 17593  | Meer afbeeldingen |
| Statig woonhuis                                                                | Woonhuis                  | ca. 1860 |                                          | Javastraat 68  | 52° 5' 19" NB, 4° 18' 21" OL | 17594  | Meer afbeeldingen |
| Parterre van het woonhuis                                                      | Appartementengebouw       | ca. 1860 |                                          | Javastraat 70  | 52° 5' 19" NB, 4° 18' 22" OL | 17595  | Meer afbeeldingen |
| Eerste etage van het woonhuis                                                  | Appartementengebouw       | ca. 1860 |                                          | Javastraat 70A | 52° 5' 19" NB, 4° 18' 22" OL | 17596  | Meer afbeeldingen |
| Tweede etage van het woonhuis                                                  | Appartementengebouw       | ca. 1860 |                                          | Javastraat 70B | 52° 5' 19" NB, 4° 18' 22" OL | 17597  | Meer afbeeldingen |
| Derde etage van het woonhuis                                                   | Appartementengebouw       | ca. 1860 |                                          | Javastraat 70C | 52° 5' 19" NB, 4° 18' 22" OL | 17598  | Meer afbeeldingen |